# Ocean Park (Panamá)
Las Ocean Park o Ocean Park Towers, son un complejo de edificación  ubicado en Punta Pacífica, en la ciudad de Panamá. La Torre 1 fue culminada en el 2005 y la Torre 2 en el 2006.
Es uno de los primeros complejos residenciales en ser construido en el sector de Punta Pacífica.

## Datos clave
- Altura: 140 m.
- Condición: Construido.
- Rango: 	
  - En Panamá: 2005 y 2006: 8.º lugar.